# Hamartoma
Un hamartoma és una malformació local de teixit en la seva majoria benigna que s'assembla a un tumor, però normalment es deu a un creixement excessiu de múltiples cèl·lules aberrants, basat en un trastorn genètic sistèmic, en lloc d'un creixement descendent d'una sola cèl·lula mutada (monoclonalitat), com normalment definiria un tumor benigne. Malgrat això, es troba que molts hamartomes tenen aberracions cromosòmiques clonals que s'adquireixen a través de mutacions somàtiques, i sobre aquesta base el terme hamartoma de vegades es considera sinònim de neoplàsia. Els hamartomes són, per definició, benignes, de creixement lent o autolimitats, per bé que la condició subjacent encara pot predisposar l'individu a malalties malignes.
Els hamartomes solen ser causats per una síndrome genètica que afecta el cicle de desenvolupament de totes o almenys de moltes cèl·lules. Moltes d'aquestes condicions es classifiquen com a síndromes de creixement excessiu o síndromes de càncer hereditari. Els hamartomes es produeixen en moltes parts diferents del cos i sovint són incidentalomes asimptomàtics (no es detecten fins que es troben casualment en un estudi d'imatge obtingut per un altre motiu). A més, la definició d'hamartoma versus neoplàsia benigna sovint no està clara, ja que ambdues lesions poden ser clonals. Lesions com adenomes, quists de desenvolupament, hemangiomes, limfangiomes i rabdomiomes dins dels ronyons, pulmons o pàncrees són interpretades per alguns experts com a hamartomes mentre que altres els consideren autèntiques neoplàsies. A més, tot i que els hamartomes mostren una histologia benigna, hi ha el risc d'algunes complicacions rares, però que amenacen la vida, com les que es troben en la neurofibromatosi tipus 1 i l'esclerosi tuberosa.
És diferent del coristoma, una forma estretament relacionada d'heterotòpia. Els dos es poden diferenciar de la següent manera: un hamartoma és un excés de teixit normal en una situació normal (per exemple, una marca de naixement a la pell), mentre que un coristoma és un excés de teixit en una situació anormal (per exemple, teixit pancreàtic al duodè). El terme hamartoma prové del grec ἁμαρτία, hamartia ("error"), i va ser introduït per D.P.G. Albrecht el 1904.